# Morihiro Saitō
Morihiro Saito (斉藤 守弘 Saitō Morihiro, 31 de marzo de 1928 - 13 de mayo de 2002) fue un profesor japonés de Aikidō llegando al 9° Dan. Asimismo fue alumno directo de O Sensei, desde los 18 años. 
Experto en el manejo de armas tradicionales, como la katana, el sable de madera bokken, y los bastones largo bo y medio o jo. 

## Biografía
Nació en la Prefectura japonesa de Ibaraki, el 31 de marzo de 1928, en una familia granjera de pocos recursos.

Después de la Segunda Guerra Mundial (1939 - 1945), comenzó a entrenar Karate (estilo Shito-ryū) en Meguro. También entrenó Judo y Kendo.
En el verano de 1946, Saito escuchó acerca de "un anciano que hacía extrañas técnicas en una montaña cerca de Iwama". Se trataba del maestro Morihei Ueshiba, que en esa época enseñaba "Ueshiba-ryū budo". Desde ese año hasta la muerte de O'Sensei en 1969, Saito sirvió de asistente del maestro Ueshiba (como Uchi-deshi), a la vez que su propia esposa servía a la mujer de O'Sensei. Siempre en la ciudad de Iwama, permaneció y entrenó con el Fundador por 24 años, y conservó todo lo referente al Aikido original, tal cual Ueshiba lo fue concibiendo.

## Estilo Iwama o Aikido tradicional
Su estilo se le conoce como Aikido Iwama Ryu, siendo el alumno con mayor tiempo de práctica con O'Senei, buscó preserva la práctica del Aikido tal cual fue enseñada por el Fundador en lo técnico así como también en el Bushido. Este es quizá el Aikido más fiel y cercano a Osensei...
Se caracteriza por dar igual importancia a la práctica de las armas (bokken, Bo, Jo) que a las técnicas sin armas (taijutsu). También hace énfasis en los atemi o golpes a puntos vulnerables y vitales, como un elemento vital del Aikido
De acuerdo con sus estudiantes avanzados , el maestro Saito pensaba que todo residía aprender la postura básica de hanmi, una vez conquistado eso el segundo paso consistía en desarrollar kiai.
Durante los años '70, algunos estudiantes fuera de Japón comenzaron a ir directamente a Iwama para entrenar (en lugar de dirigirse al Hombu Dojo de la organización Aikikai. A la vez que algunos pocos estudiantes de Saito comenzaron a viajar a otros países a dedicarse a enseñar. 
Posteriormente se formó una red de dojos a nivel mundial que se llamó Iwama Ryu , o Aikido Tradicional  (ryu significa escuela en japonés). Que otorgaban grados Dan directamente por el maestro Saito y también eran avalados por el Aikikai.
Después de la muerte de Morihiro Saito, a raíz de la solicitud del Aikikai de dejar de entregar grados Dan Iwama Ryu su hijo Hitohiro se retira del Aikikai, renuncia al título de guardián del Aikijinja y junto con los alumnos del círculo más cercano de su padre crea su propia organización conocida como Iwama Shin-Shin Aiki Shuren-kai.

## Alumnos destacados
- Hitohiro Saito
- Alessandro Tittarelli
- Lewis Bernaldo de Quiros
- Tristão da Cunha
- Stephanie Yap
- Paolo Corallini
- Ulf Evenås